# Потьма (Ульяновська область)
Потьма (рос. Потьма) — село в Карсунському районі Ульяновської області Російської Федерації.
Населення становить 254 особи. Входить до складу муніципального утворення Вальдиватське сільське поселення.

## Історія
Від 2004 року входить до складу муніципального утворення Вальдиватське сільське поселення.

## Населення
| 2010 |
| ---- |
| 254  |